# 辰馬夘一郎
辰馬 夘一郎（辰馬 卯一郎、たつうま ういちろう、1889年〈明治22年〉3月26日 - 1979年〈昭和54年〉10月23日）は、日本の政治家。兵庫県西宮市長。西宮市会議員。西宮市名誉市民。

## 来歴
兵庫県武庫郡西宮町（現西宮市）出身。先代辰馬卯一郎の三男。
関西大学専門部に学び、中退する。1933年（昭和8年）、万歳酒造代表取締役となる。西宮町議を経て同市議に当選する。
1946年（昭和21年）3月2日から1959年（昭和34年）4月29日まで西宮市長を務めた。最後の官選市長であり、初代公選市長でもある。
1949年（昭和24年）には、夙川河川敷緑地に1,000本の桜の若木の植樹を行った。
1959年（昭和34年）、西宮市初の名誉市民。
1964年（昭和39年）、自治功労者として勲四等を賜る。
1979年（昭和54年）10月23日、老衰のため西宮市の自宅で死去。90歳没。

## 人物
宗教は真宗。趣味は刀剣類、スポーツ、読書。住所は西宮市本町、同市寿町。

## 栄典
- 藍綬褒章[3]

## 家族・親族
辰馬家
- 母[1]
- 妹、弟[2]
- 妻・カツ（1894年 - ?、大阪、奥田清一の叔母）[1][2]
- 男・謹一郎[1]（1918年 - 1978年、山新運輸社長）
- 長女[1]

親戚
- 実弟・山縣勝見（参議院議員） - 東京、山縣富貴子の入夫となる[2]。興亜火災海上保険会長や厚生大臣などを務めた。